# Kröchlendorff

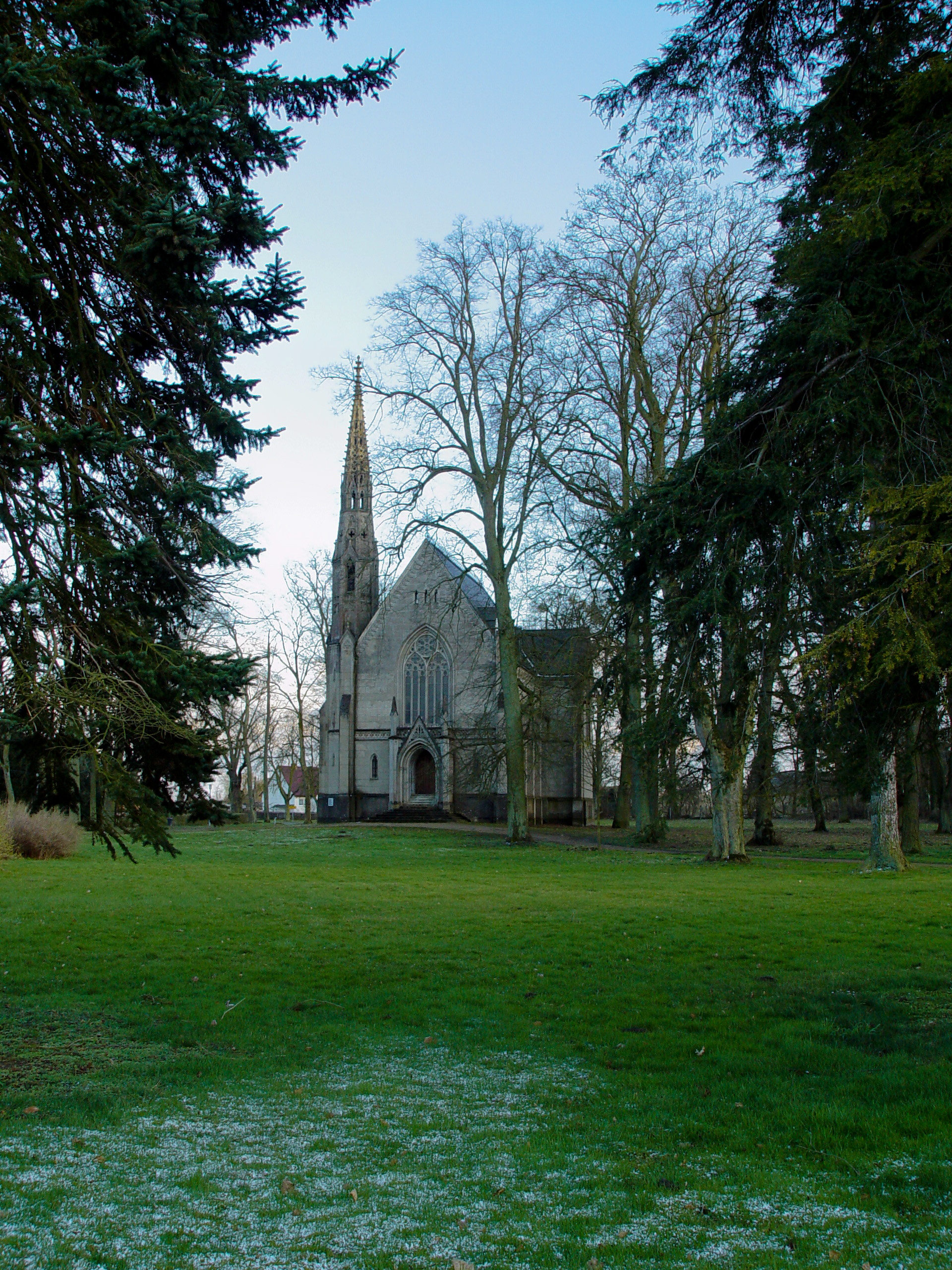
Schlosskirche

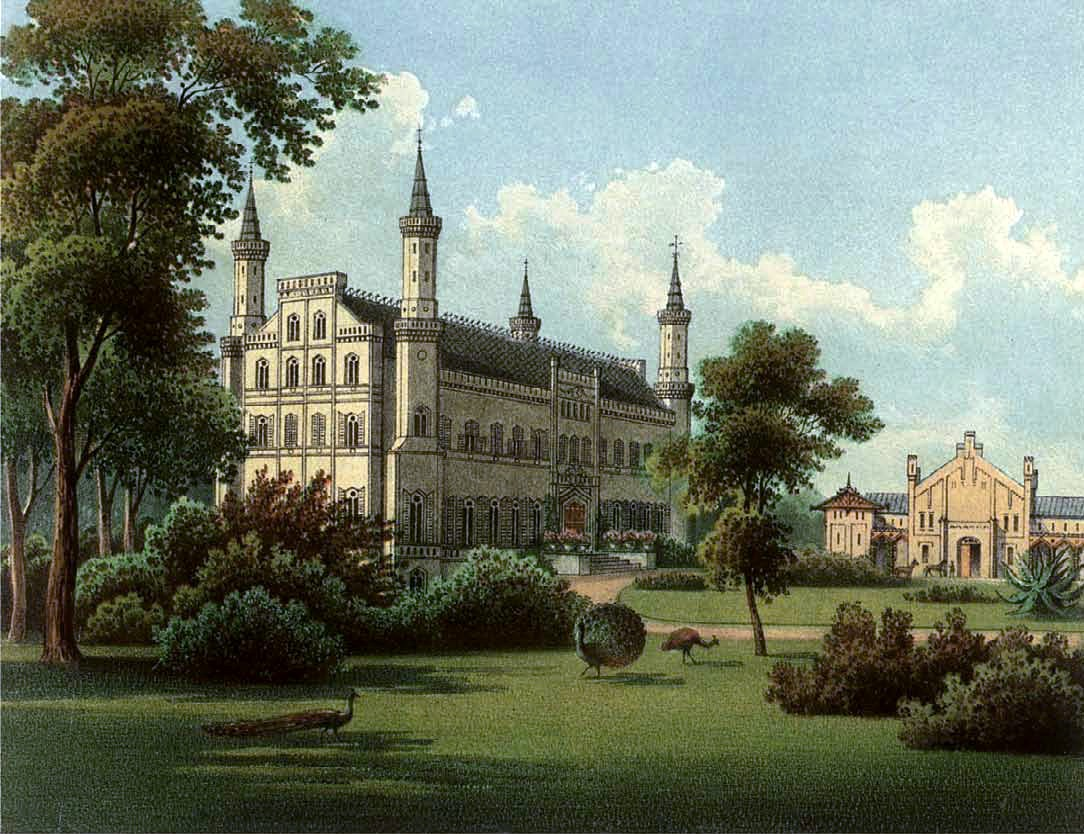
Schloss Kröchlendorff um 1864/65, Sammlung Alexander Duncker

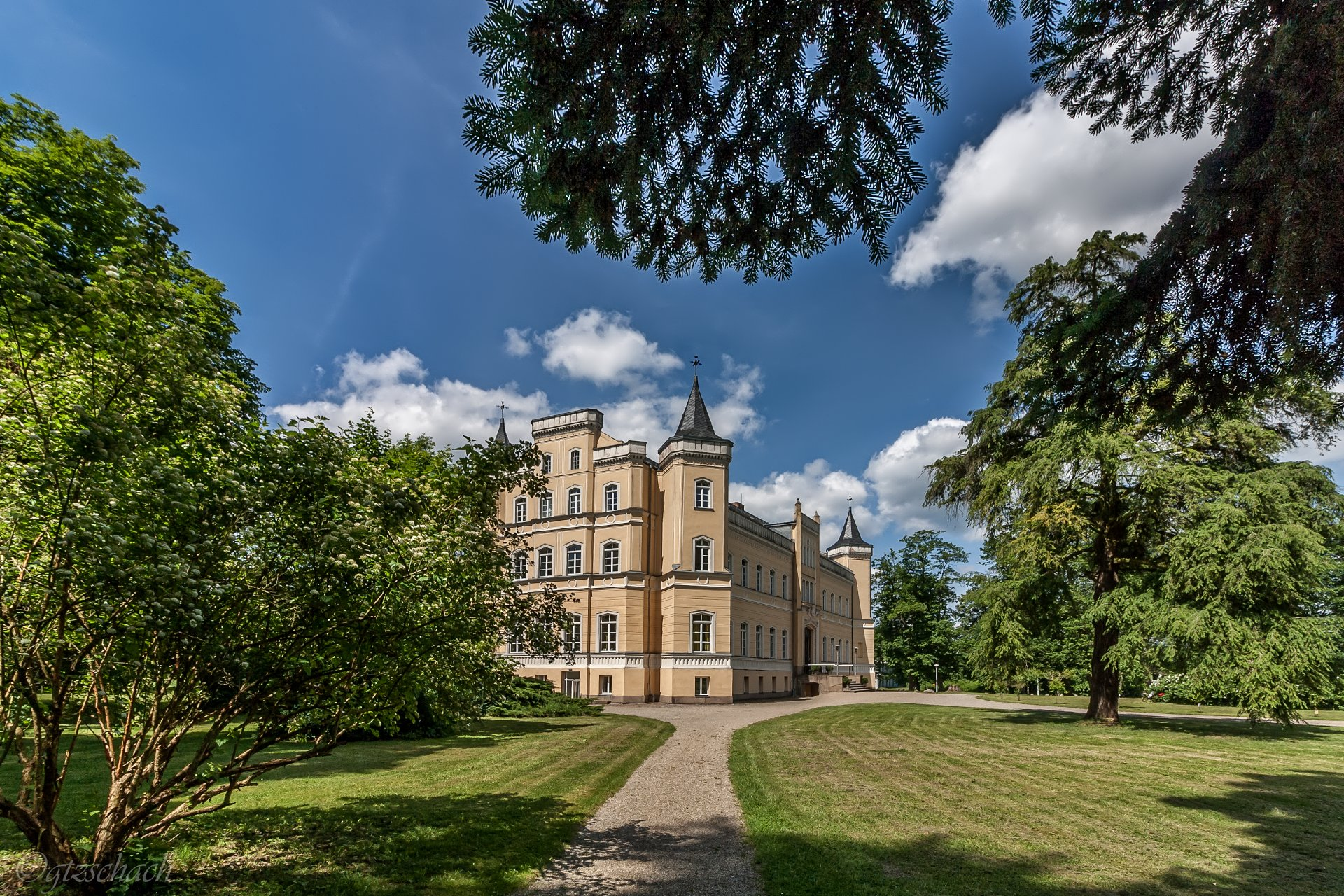
Schloss Kröchlendorff 2018

Kröchlendorff ist eine Siedlung in der amtsfreien Gemeinde Nordwestuckermark ca. 10 km westlich von Prenzlau in Brandenburg (Deutschland). Am 1. Januar 1968 wurde der Ort nach Gollmitz eingemeindet. Seit der Gemeindereform von 2001 ist es ein Gemeindeteil von Gollmitz. Das Dorf hat heute 41 Einwohner. Als einer der ganz wenigen Orte in Deutschland steht die Hälfte des gesamten Dorfes unter Denkmalschutz, da es auch zu DDR-Zeiten kaum verändert wurde. Der größte Teil der Häuser wurde um 1870 als Gesindehäuser des Schlosses erbaut, sie sind weitgehend gut erhalten und bewohnt, so gibt es dem Schloss gegenüber den Gutshof mit Inspektorenhaus und Wirtschaftsgebäuden, die Schule, das Haus des Lehrers den Kindergarten, das Schmiedehaus mit Schmiede, das herrschaftliche Forsthaus, das Waldläuferhaus, die Schnitterkaserne und das große Landarbeiterhaus.
Durch die Abgeschiedenheit von Kröchlendorff, ohne Durchgangsverkehr, wenige Bewohner, keine Werkstätigkeit, ist die Natur in der Umgebung so naturbelassen, dass der Rotmilan hier regelmäßig gesichtet werden kann, erste Wölfe über die Felder ziehen und sogar zwei Schwarzstorch-Paare hier seit vielen Jahren ihre Horste haben.

## Geschichte
1251 tritt ein Dominus Heynricus de Grechellestorp als Zeuge in Wittstock auf, der Ort dann 1288 als Crichelndorp urkundlich erstmals erwähnt.
Kröchlendorff war seit 1429 ein Fideikommiss der Adelsfamilie von Arnim.
Im 14./15. Jahrhundert wurden die Dörfer der Uckermark, darunter auch Kröchlendorff durch Raub, Mord und Plünderungen schwer geschädigt. Die Bewohner verließen den zerstörten Ort und gründeten ihn etwa einen Kilometer südwestlich neu. Die alte Siedlung fiel wüst, erhalten ist der Ostgiebel der alten Kirche.
Oskar von Arnim, ein königlich preußischer Landrat, später Mitglied des preußischen Herrenhauses und des Deutschen Reichstages, verheiratet mit Malwine von Bismarck, der Schwester seines Jugendfreundes Otto von Bismarck, legte 1844 den Grundstein für sein neues Herrenhaus auf dem Gut Kröchlendorff, das er ab 1846 vom Berliner Architekten Eduard Knoblauch im Stil der englischen Neugotik errichten ließ. Es ist umgeben von einer Parklandschaft, die der Landschaftsarchitekt Peter Joseph Lenné in seinem Auftrag entworfen hat. Im südöstlichen Parkteil ließ Arnim ab 1864 bis 1868 (nach anderen Angaben 1855 bis 1867) nach Plänen des königlichen Hofbaurats Ferdinand von Arnim die Schlosskirche erbauen, ebenfalls im Stil der Neugotik. Auf Schloss Kröchlendorff heiratete 1885 Oskar von Arnims Tochter Sibylle ihren Vetter Graf Wilhelm von Bismarck, Sohn des Kanzlers und Oberpräsident von Ostpreußen.
Vor der großen Wirtschaftskrise 1929/1930 ist der Arnim’sche Besitz Kröchlendorff mit 953 ha im Landwirtschaftlichen Adressbuch der Provinz Brandenburg ausgewiesen. Auch im Kreis Templin liegt das Gut Mittenwalde, 1080 ha. Dazu gehören noch die Güter Bietikow mit 849 ha und Milow zu 617 ha, beide im Kreis Prenzlau gelegen.
In den letzten Jahren des Zweiten Weltkriegs wurde ein Teil der japanischen Botschaft von Berlin nach Kröchlendorff evakuiert. Am 27. Mai 1945 enteignete die Sowjetunion den damaligen Besitzer Detlev von Arnim, ehemals Reichstagsabgeordneter und evangelischer Kirchenführer. Er wurde im Oktober 1945 amtlich aus Kröchlendorff ausgewiesen. Im Schloss wohnten nach Kriegsende zunächst Flüchtlinge und Vertriebene. Die Kirche wurde geplündert, entwidmet und diente fortan als Abenteuerspielplatz. Das ebenso geplünderte Schloss sollte zunächst abgerissen werden, wurde ab 1962 jedoch bis zur Wende 1989 als Kinderkurheim genutzt. Der Schlosspark wurde nach Kriegsende in Siedlungsparzellen aufgeteilt und zur Abholzung freigegeben, was später aber nicht verwirklicht wurde.
Seit 1993 ist im Schloss die Deutsche Gesellschaft für Europäische Erziehung, e. V., Outward Bound, ansässig und verwendet es nach Abschluss der Restaurierungsmaßnahmen und dem Neubau eines Bettenhauses seit 1996 als Bildungs- und Seminarzentrum. Die Kirche wurde ab 1993 saniert und ist seit 2002 ein Kommunikations- und Kulturzentrum.
Zur Erinnerung an den Erbauer des Herrenhauses wurde die Hauptstraße in Kröchlendorff „Oskar-von-Arnim-Straße“ genannt.
Unter Denkmalschutz stehen heute:
- der Denkmalbereich Kröchlendorff
- die Dorfkirche
- die wüstgefallene alte Kirche
- der Gutshof mit Inspektorenhaus und Wirtschaftsgebäuden
- der Gutspark
- das Herrenhaus (Schloss)

## Persönlichkeiten
- Eckart von Arnim (* 30. September 1923, † 29. Juni 2010 in München), Jurist, Vorsitzender Richter am Bundespatentgericht
- Detlev von Arnim-Kröchlendorff (1878–1947), Fideikommissherr Kröchlendorff
- Oskar von Arnim-Kröchlendorff (1813–1903), Erbauer des Schlosses
- Malwine von Arnim geb. von Bismarck (1827–1908), einzige Schwester des Reichskanzlers, auf dem Friedhof beigesetzt
- Caroline von Arnim geb. Heim (1787–1862), Tochter des Berliner Ehrenbürgers Dr. Ernst Ludwig Heim, auf dem Friedhof beigesetzt
- Reichskanzler Otto von Bismarck mit Familie, immer wieder hier zu Besuch.
- Albrecht Heinrich von Arnim-Kröchlendorff (1744–1806), Kgl.preuß. Staats- u. Justizminister
- Carl Otto von Arnim (1747–1798), Landrat, Freimaurer
- Georg Dietloff von Arnim-Boitzenburg (1679–1753), Besitzer von Kröchlendorff,[3] Kriegsminister, Träger des Ordens vom Schwarzen Adler, Komtur des Johanniterordens